# Juraciszki

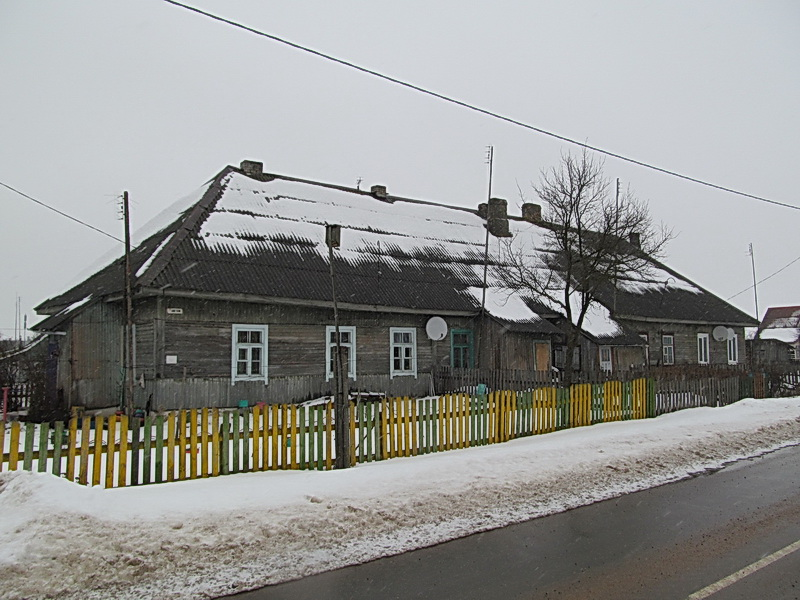
Drewniane zabudowanie miejscowości

Juraciszki (biał. Юрацішкі; ros. Юратишки) – osiedle typu miejskiego na Białorusi w obwodzie grodzieńskim w rejonie iwiejskim, 1,5 tys. mieszkańców (2010).
Siedziba parafii prawosławnej (pw. św. Mikołaja Cudotwórcy) i rzymskokatolickiej (pw. Przemienienia Pańskiego).
W okresie II Rzeczypospolitej miejscowość była siedzibą wiejskiej gminy Juraciszki.